# Basarab II.
Basarab II. (rumunsky Basarab al II-lea) byl kníže Valašského knížectví v letech 1442 – 1443 a syn Dana II.
Na trůn se dostal s pomocí sedmihradského vévody Jana Hunyadiho a po uvěznění Vlada II. Turky (o rok později se však z něj dostal a znovu si nárokoval valašský trůn).
Krátká vláda Basaraba II. se datuje do turbulentního období Valašského knížectví. V tomto období si trůn na delší dobu věděl udržet pouze ten nejsilnější. Kdokoliv, kdo si na trůn knížectví sedl, nejenže se musel vypořádat s Osmanskou říší, jejíž síla každým rokem rostla a která bránila Valašskému knížectví získat nezávislost, ale také s možnými vnitřními konflikty místního obyvatelstva. Pokud hrozilo. že Valašsko bude napadeno napadne Osmanskou říší, jeho panovníci se uchylovali k podpoře Uherska

## Děti
- Basarab IV. Mladý – vládce Valašského knížectví v letech 1447 – 1481 a 1481 – 1482